# Броуди, Эдриен
Эдриен Николас Броуди (англ. Adrien Nicholas Brody; род. 14 апреля 1973, Нью-Йорк, США) — американский актёр и продюсер. Снялся более чем в 60 фильмах. Двукратный лауреат премии «Оскар». Самый молодой лауреат награды Академии кинематографических искусств и наук в номинации «Лучшая мужская роль», получивший её в возрасте 29 лет в 2003 году, а также второй в истории американский актёр (после Кристофера Ламберта), удостоенный премии «Сезар» в номинации «Лучшая мужская роль». Всемирную известность приобрёл после исполнения роли польско-еврейского пианиста Владислава Шпильмана в фильме Романа Полански «Пианист».
Наиболее известные кинокартины: «Тонкая красная линия» (1998), «Пианист» (2002), «Таинственный лес» (2004), «Пиджак» (2005), «Кинг-Конг» (2005), «Отель „Гранд Будапешт“» (2014), «Бруталист» (2024), а также телесериал «Острые козырьки». Кроме того, выступил в качестве продюсера в фильмах «Химера», «Джалло» и «Курьер».
В честь Эдриена Броуди назван астероид № 9974.

## Биография

### Ранние годы
Эдриен Броуди родился 14 апреля 1973 года в Нью-Йорке. Его родители — фотожурналистка Сильвия Плачи и учитель истории Элиот Броуди. Всё своё детство он провёл в Вудхейвене, в Куинсе.
Необычную внешность своего сына мать использовала в своих работах. Позже сам Эдриен признавался, что именно она научила его правильно вести себя перед камерой. В 12 лет при поддержке матери он стал выступать с фокусами на детских вечеринках. Программа, которую он демонстрировал, называлась «Удивительный Эдриан».
По признанию самого Броуди, он с детства мечтал стать актёром:

Я был диким, непослушным ребёнком, и у меня было потрясающее воображение. Всякий опыт, который я получал, я пытался использовать в игре. Во мне всегда жил актёр.

В школьные годы посещал Высшую школу исполнительного искусства Ла Гардия, куда был зачислен по настоянию родителей. Окончил Американскую академию кинематографических искусств и наук.
В молодости Эдриен Броуди некоторое время учился музыке под руководством преподавателя фортепиано, но не закончил полный курс музыкального образования:

В отличие от большинства музыкантов, я начал учиться музыке довольно поздно. Своего преподавателя я, мягко сказать, недолюбливал. У неё очень заметно проступали вены на руках, и мне по молодости казалось, что если я буду много заниматься, то и у меня появятся такие. Было страшновато. Но вот теперь, видите, вены на руках повылезали, а играю я всё так же на «троечку». (Смеётся.) Сейчас вообще жалею, что пренебрегал занятиями.

### Карьера

#### 1988—2001
В конце 1980-х — начале 1990-х годов Броуди работал на телевидении и играл небольшие эпизодические роли в кино. В тринадцатилетнем возрасте стал сниматься в рекламных роликах и сыграл в спектакле одного из театров Нью-Йорка. После окончания Американской академии кинематографических искусств и наук начал работать в театре.
Свою первую главную роль получил в фильме Home at Last режиссёра Дэвида Де, когда ему было 15 лет. Затем последовала роль в телесериале Annie McGuire. Спустя 5 лет в 1993 году Броуди исполнил роль в драме Стивена Содерберга «Царь горы», ставшей его первой заметной работой. Несмотря на то что роль, сыгранная им, в этой картине носила второстепенный характер, зрители и критики отметили своеобразное обаяние нового актёра. После «Царя горы» Броуди снимался в нескольких телесериалах, играл в малобюджетных фильмах.
Следующим значимым для его актёрской карьеры событием стало участие в фильме режиссёра Терренса Малика «Тонкая красная линия» в 1998 году. Несмотря на то что после монтажа роль Броуди была сведена к минимуму, оставшиеся несколько сцен вывели актёра в ранг «подающих надежды». Следствием этого было появление Эдриена Броуди на обложке журнала Vanity Fair за апрель 1999 года в качестве подающего надежды молодого актёра.
В фильме Спайка Ли «Кровавое лето Сэма», снятого в 1999 году, Броуди вместе с Дженнифер Эспозито, Джесикой Галдбрес, Дериелом Гиралдом, Джорджем Табом, Майклом Харпером и Ивэном Коэном исполнил песню Hello from the Gutters, которая вошла в саундтрек к фильму.
Участие в картинах таких режиссёров, как Терренса Малика в фильме «Тонкая красная линия» (1998), Спайка Ли в «Кровавое лето Сэма» (1999), Барри Левинсона в «Высоты свободы» (1999 год) и Кена Лоуча в «Хлеб и розы» (2000), сделало его узнаваемой фигурой в мире кино. А за роль бармена Криса Каллоуэй в фильме режиссёра Эрика Бросса «Ресторан» Эдриен Броуди был впервые номинирован на кинематографическую награду — Independent Spirit Award — в категории «лучшая мужская роль».
В 2001 году актёр исполнил роль графа Николоса де Ля Мотте, мужа главной героини, в фильме «История с ожерельем». Несмотря на то что картина была плохо воспринята критиками, работа Эдриена Броуди получила положительные отзывы. В своей рецензии на фильм писатель Алекс Экслер говорит:

Весьма хорош Эдриен Броуди в роли мужа Жанны. Эдакий парижский хлыщ, коварный соблазнитель, подлый негодяй. Классно сыграно, типаж — совершенно убедительный, однако при этом не лишённый довольно симпатичных черт.

В том же году вышел фильм режиссёра Петера Сера «Горечь любви», где Броуди сыграл мошенника Джека Грейса. За эту роль он получил свою первую кинематографическую награду — VFAA — в номинации «Лучший актёр». Рецензиатор Алексей Дубинский так оценивает работу Эдриена Броуди в этом фильме:

Эдриан Броди и Шарлотта Айанна играют своих героев на том уровне правдоподобия, в лучшем смысле этого слова, на котором пустые слова и глупые поступки, примитивные сюжетные ходы и банальные характеристики персонажей вдруг оказываются заполнены неким осмысленным, даже неглупым содержанием. Рискну предположить, что именно обаяние Эдриана и Шарлотты позволило Петеру Серу получить «Серебряного Леопарда» на фестивале в Локарно.

#### 2002—2003
Всемирную известность Эдриену Броуди принесло исполнение роли польско-еврейского музыканта Владислава Шпильмана в драматическом фильме Романа Полански «Пианист». Что примечательно, актёр предпочёл участие в этой картине, отказавшись от главной роли в фильме «Перл Харбор». В течение нескольких месяцев подготовки к съёмкам в кинокартине «Пианист» Эдриен Броуди интенсивно репетировал на фортепиано сочинения Фридерика Шопена. В то же время, по просьбе режиссёра Полански Броуди соблюдал строгую диету для того, чтобы его внешний вид стал соответствовать роли истощённого человека и в результате он похудел на 13 кг.
За эту роль он получил похвальные отзывы критиков и в 2003 году был удостоен нескольких номинаций и наград, включая «Оскар», став самым молодым актёром — обладателем этой премии (ему было 29 лет) и первым актёром, который в пятёрке номинантов обошёл четырёх уже «оскароносных» коллег — Дэниела Дэй-Льюиса, Майкла Кейна, Николаса Кейджа и Джека Николсона; а также «Сезар», став единственным американским актёром, получившим эту премию. Несмотря на всё это, по мнению многих критиков, Броуди имел наименьшие шансы получить премию из четырёх других номинантов на «Оскар».
75-я церемония вручения наград Американской киноакадемии «Оскар» состоялась 23 марта 2003 года, на четвёртый день после начала войны в Ираке, поэтому в своей благодарственной речи Эдриан Броуди затронул эту тему.
После успеха в «Пианисте» Броуди стал сниматься чаще. Сначала на экраны вышла ограниченным тиражом мелодраматическая комедия «Кукла», где его партнёршей по съёмочной площадке стала Милла Йовович. В этом фильме он сыграл скромного клерка Стивена, который решил сменить профессию — стать чревовещателем. Для этой роли актёр специально обучался чревовещанию. Уже в следующем году вышел фильм «Поющий детектив», где Броуди снялся вместе с Мелом Гибсоном и Робертом Дауни младшим.
В 2002 году Броуди также снялся в клипе Тори Эймос «A Sorta Fairytale».
В 2003 году Эдриен Броуди стал лицом итальянского модного лейбла Ermenegildo Zegna, ранее появившись в костюме этой марки на церемонии вручения наград «Оскар» и «Золотой глобус». Он представил рекламную кампанию мужской линии одежды сезона «весна-лето 2003» и «осень-зима 2003».

#### 2004—2006

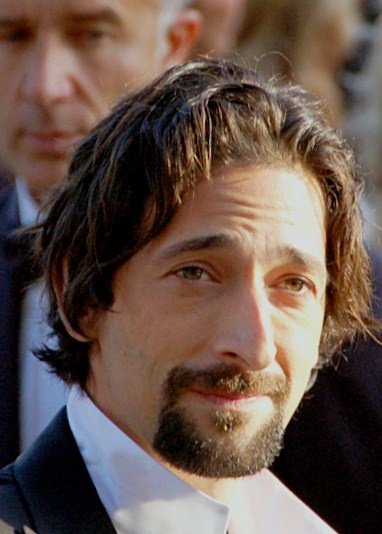
Эдриен Броуди на Каннском кинофестивале 2008 года

2004 год был ознаменован для Эдриена Броуди ролями в фильмах «Таинственный лес» М. Найта Шьямалана и «Пиджак» Джона Мейбери.
В картине «Таинственный лес» он сыграл слабоумного жителя посёлка Ноя Перси. Несмотря на то что фильм получил посредственную оценку критиков, игра Броуди в этой кинокартине была оценена положительно.
В фильме «Пиджак» Броуди сыграл бывшего военного, вернувшегося на родину после участия в войне в Персидском заливе и страдающего потерей памяти вследствие огнестрельного ранения в голову. Во время съёмок актёр сидел на белковой диете, чтобы убедительнее выглядеть в роли ветерана войны. Эту картину мировая критика отнесла к событиям года, а относительно игры Эдриена Броуди критики отмечали, что «только его лицо может выражать такой страх и такое страдание».
Также в 2004 году журнал Esquire признал Эдриена Броуди самым стильным мужчиной Америки. А на 76-й церемонии вручения кинонаград «Оскар» он объявлял и вручал премию в номинации «Лучшая женская роль», в которой победила Шарлиз Терон.
В 2005 году он исполнил роль Джека Дрисколла в кинокартине «Кинг-Конг» — очередном ремейке одноимённого фильма 1933 года. Броуди был единственным кандидатом на эту роль, поэтому подписал контракт на съёмки в фильме ещё до того, как был написан сценарий. Во многих сценах актёр отказался от услуг дублёра — к примеру, в ходе съёмок эпизода, в котором его персонаж пытается отвлечь внимание Кинг-Конга, уезжая от него на такси. Озвучил своего персонажа для компьютерной игры King Kong: The Official Game of the Movie, выпущенной по мотивам фильма 2005 года.
Телеканал «НТВ-кино» хотел пригласить Эдриена Броуди на главную роль в экранизации книги Владимира Орлова «Альтист Данилов» и вёл переговоры с его агентами, но позже было решено отказаться от этой идеи.
В 2006 году вышел фильм «Смерть супермена», где Броуди сыграл частного детектива Луиса Симо, который расследовал гибель актёра Джорджа Ривза.

#### 2007—2008
В 2007 году Броуди вновь сыграл реальную историческую личность — испанского тореро Мануэля Родригеса Санчеса — в картине «Манолете». Его партнёршей по фильму стала Пенелопа Крус. Для роли испанца актёру понадобился испанский акцент, для чего он посещал занятия известной преподавательницы языка.
В том же году вышла комедия режиссёра Уэса Андерсона «Поезд на Дарджилинг», где Броуди сыграл одного из трёх братьев, которые не виделись много лет и, встретившись только после смерти отца, отправились в Индию на поиски матери, оставившей семью ради духовного прозрения.
2008 год был ознаменован для Броуди двумя главными ролями в фильмах «Братья Блум» и «Кадиллак Рекордс». В картине «Кадиллак Рекордс» Броуди сыграл роль основателя звукозаписывающей кампании «Чесс рекордс» — Леонарда Чесса, который продвинул «расовую музыку» на рынок. За этот фильм он получил премию Black Reel в номинации «Лучший ансамбль» вместе с другими актёрами, снимавшимися в картине.
В авантюрной комедии «Братья Блум» Броуди сыграл мошенника Блума, который вместе с братом Стивеном (Марк Руффало) обманом отбирает деньги у миллионеров. Партнёршей Броуди и Руффало по съёмочной площадке стала Рэйчел Вайс. По мнению обозревателя Los Angeles Times Роберта Абеле, в этом фильме Эдриен Броуди смотрится неубедительно:

Трудно закрыть глаза на тот факт, что картина с Броуди в роли мошенника сильно лишена подлинного чувства и органического импульса. Актёры на главные роли подобраны просто неправильно — сверхугрюмый Броуди и обычно замечательный Марк Руффало не кажутся похожими на интриганов.

Также в 2008 году Броуди попробовал себя в роли композитора, написав музыкальную тему к документальному фильму о своей матери Сильвии Плачи как о фотографе — Self-Portrait with Cows Going Home and Other Works: A Portrait of Sylvia Plachy (с англ. — «Автопортрет с коровами, идущими домой и другие работы: портрет Сильвии Плачи»). Сам Эдриен Броуди всегда позиционировал себя не только как актёра, но и как музыканта:

Музыка играет значимую роль в жизни большинства людей. Музыка — это международный язык, на котором мы все можем общаться.(…) А сам я не только люблю послушать хорошую музыку, но и помузицировать.

12 мая 2008 года в Турине Эдриен Броуди приступил к съёмкам в новом триллере итальянского режиссёра Дарио Ардженто «Джалло». Броуди выступил в проекте и как один из исполнительных продюсеров.
В ноябре этого же года в Детройте начались съёмки в комедии «Высшая школа». Этот фильм стал режиссёрским дебютом Джона Столдерга младшего. Вместе с Броуди в картине также снимался Майкл Чиклис. Чиклис и Броуди сыграли главные роли — директора школы и наркодилера. Выход кинокартины состоялся в 2010 году.

#### 2009—2010
В январе 2009 года начались съёмки боевика «Курьер» режиссёра Расселла Малкэхи, где Броуди играет курьера, который должен пересечь всю страну и доставить ценный портфель главарю криминального мира. Релиз фильма состоялся в 2010 году.
Также в январе Броуди вновь вручал «Оскар» вместе с Робертом Де Ниро, Майклом Дугласом, Энтони Хопкинсом и Беном Кингсли в номинации «Лучшая мужская роль», в которой победил Шон Пенн.
В апреле Броуди принял участие в гонках Toyota Pro в Лонг-Бич в рамках заезда Celebrity Race. Целью этого мероприятия был сбор денег для детских больниц в округе Ориндж, Калифорния. Согласно традиции участники должны придумать себе прозвище — Броуди назвался Bad Boy Brody.
В июне Броуди был приглашён на 31-й Московский международный кинофестиваль в качестве почётного гостя. Предполагалось, что Броуди может получить приз имени Станиславского, но в итоге премия была посмертно присуждена Олегу Янковскому.
В июле в штате Айова начались съёмки ремейка немецкого психологического триллера «Эксперимент» Пола Шеринга. Партнёрами Броуди на съёмочной площадке стали Форест Уитакер и Кэм Жиганде. Броуди сыграл роль лидера группы заключённых.
В 2010 году вышел фантастический боевик «Хищники», в котором Броуди сыграл наёмника Ройса, оказавшегося вместе с несколькими другими убийцами на неизвестной планете, где им придётся спасаться от ужасных охотников.

#### С 2011

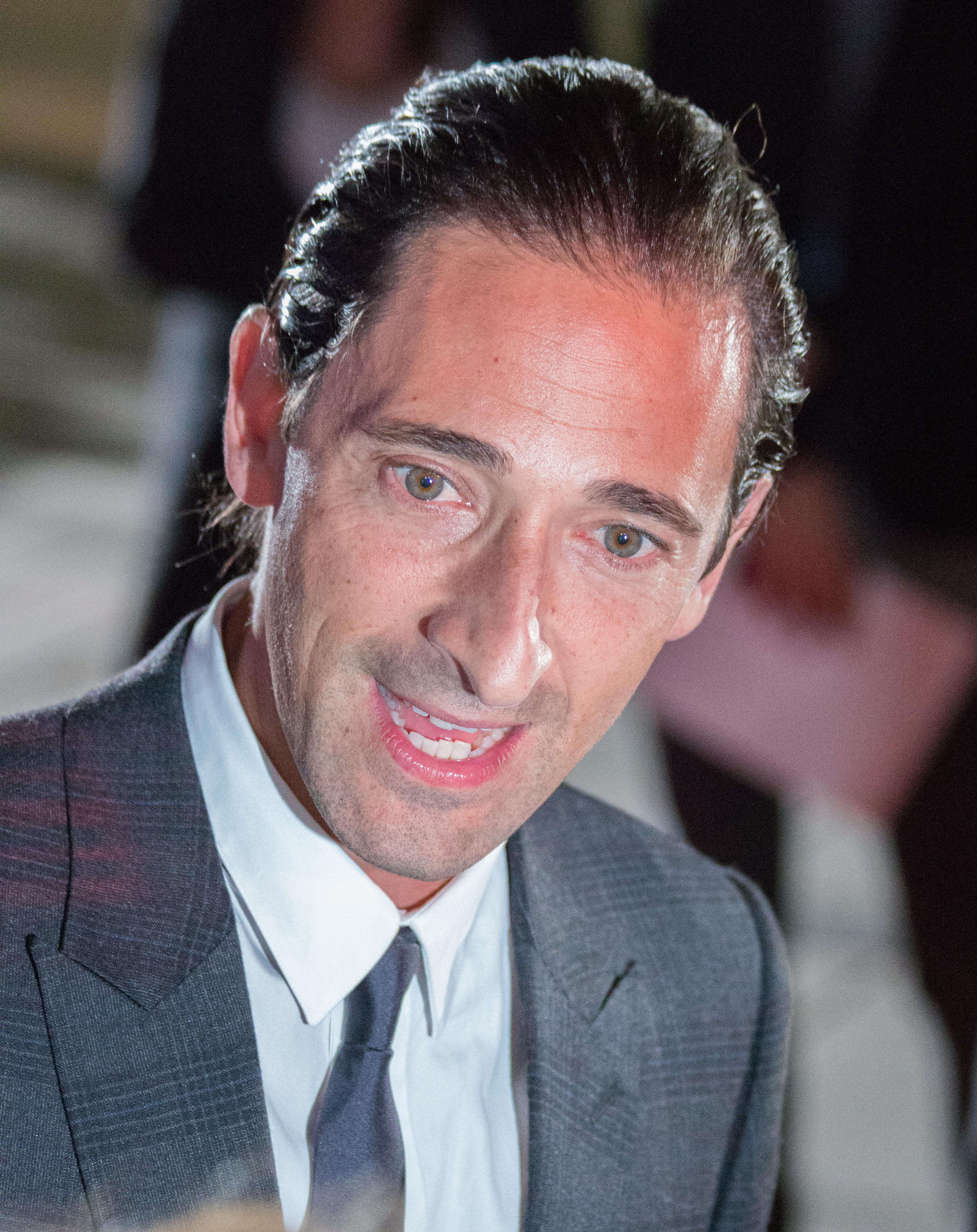
Эдриен Броуди на кинофестивале в Торонто, 2015 год

В вышедшем в 2011 году фильме «Полночь в Париже» Броуди исполнил роль Сальвадора Дали. В 2014 году сыграл в фильме «Отель „Гранд Будапешт“», который был удостоен множества наград, в том числе BAFTA и «Оскар».
В 2017 году Броуди сыграл роль главного антагониста в четвёртом сезоне популярного сериала «Острые козырьки». В августе того же году стал обладателем премии золотого леопарда на кинофестивале в Локарно.
В 2019 году покинул Paradigm и подписал контракт с агентством Creative Artists Agency. В 2021 году исполнил роль в фильме Уэса Андерсона «Французский вестник», а также исполнил главную роль в хоррор телесериал «Чепелуэйт». В 2022 году исполнил роль Артура Миллера в биографической драме «Блондинка», а также главную роль в криминальной комедии «Смотрите, как они бегут». В 2023 году исполнил роль в фильме «Город астероидов». В апреле 2023 года актёр присоединился к актёрскому составу фильма «Бруталист» и за исполнение главной роли в этом фильме Эдриен Броуди был награждён «кинопремией Оскар» на церемонии 2025 года.

## Личность
Об Эдриене Броуди говорят как о противоречивой фигуре. Некоторые, кому приходилось работать с ним, утверждают, что у него скверный характер. Актриса Елена Антоненко, снимавшаяся вместе с Броуди в фильме «Хлеб и розы», вспоминала:

Он был очень агрессивно настроен по отношению к другим. Абсолютно ни с кем не общался. Даже не здоровался. Так мы с ним и не пообщались и не поговорили ни разу.

Сам актёр позиционирует себя как открытого и весёлого человека:

Во мне всего по чуть-чуть. Нельзя же быть кем-то одним — или рыцарем печального образа, или шутом. Просто устаешь от вечного имиджа очаровательного умника. С пристальным взглядом и бледным ликом. Я весельчак по натуре, и мне хочется в жизни, так сказать, компенсировать свои серьёзные роли.

Эдриен Броуди известен своим серьёзным отношением к работе. Кира Найтли после совместных съёмок с Броуди в фильме «Пиджак» говорила:

Это фантастически — работать с человеком, который настолько серьёзно относится к своей профессии. Он всецело погружается в роль, и ты чувствуешь, как его энергетика распространяется на тебя и на всю съёмочную группу. Каждый момент он сфокусирован на том, что делает. Работа с таким актёром — это мастер-класс для меня.

Относительно своих интересов Броуди признаётся, что увлекается автомобилями. Также он большой поклонник хип-хопа, блюза. Журнал InStyle говорит о Броуди как человеке, ведущем активный образ жизни.

### Личная жизнь
В 1992 году Броуди попал в серьёзную аварию на мотоцикле и несколько месяцев находился на лечении.
На съёмочной площадке фильма «Кровавое лето Сэма» ему сломали нос во время финальной драки. Он не стал делать пластическую операцию, посчитав, что такая внешность выгодно выделит его среди других актёров.

### Семья

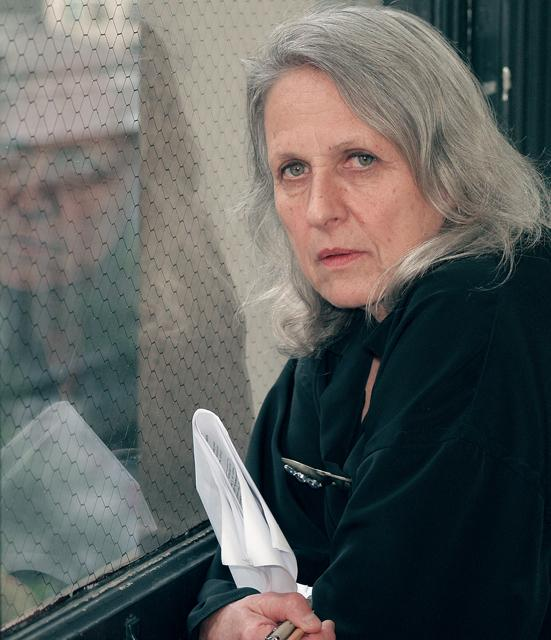
Мать Эдриена Броуди Сильвия Плачи

Отец — Элиот Броуди — преподаватель истории и художник (сейчас на пенсии) польско-еврейского происхождения; мать — фотограф Сильвия Плачи (Sylvia Plachy), рождённая в Будапеште в семье католика из венгерского аристократического семейства Вильмоша Плахи и чешской еврейки Карой Сабо. Сильвия Плачи покинула Венгрию с родителями после восстания 1956 года и поселилась в США двумя годами позже. По словам самого актёра, его семья имеет корни в Восточной Европе.
Актёр никогда не был женат, своих детей нет.

### Отношения
Во времена начала творческой деятельности Броуди встречался с моделью DJ Скай Неллор, а позже, когда пришёл в мир кино, с актрисой Моне Мазур.
На церемонии вручения «Оскара» в 2003 году страстно поцеловал Хэлли Берри, что послужило поводом для сплетен в СМИ о романе между ними. После съёмок в фильме «Пиджак» Броуди приписывали роман с Кирой Найтли.
В 2007 году во время съёмок в фильме «Манолете» в Испании познакомился с испанской актрисой Эльсой Патаки. Они встретились на занятиях у известной преподавательницы языка, куда Броуди пришёл за испанским акцентом, а Патаки за английским произношением. Были помолвлены, но Патаки вышла замуж за австралийского актёра Криса Хемсворта.
Дружит с актёрами Азией Ардженто и Бенисио Дель Торо. Был очень хорошим другом рэпера Тупака Шакура, с которым в 1996 году снимался в кинокартине «Пуля».
Осенью 2019 года стало известно, что Броуди состоит в отношениях с британской актрисой и модельером Джорджиной Чапман.
В своей речи после награждения «кинопремией Оскар» на церемонии 2025 года Эдриен Броуди обьявил благодарность Джорджине Чапман и присутствующим вместе с ней сыну и дочери от её предыдущего брака с Харви Вайнштейном, которых Броуди теперь воспитывает совместно с Чапман.

## Критика
Пытаясь описать актёрскую работу Эдриена Броуди, критики чаще всего используют эпитет «хамелеон» из-за удивительной способности актёра перевоплощаться из одной роли в совсем противоположную и смотреться удачно в самых разных жанрах. Кинокритик Алексей Дубинский сказал:

Удивительно, что при своём ярком, запоминающемся и слегка асимметричном лице — худой, вытянутый овал, тонкие губы, длинный, как у Сирано де Бержерака, нос с горбинкой — актёр легко уклоняется от любых определений, избегает устойчивых амплуа и кажется предельно органичным в ролях и жанрах, порой, совершенно полярных. Эта же способность приспосабливаться к предложенному актёрскому материалу позволяет Броуди вытягивать каждую роль, иногда даже драматургически неудачную. Для режиссёров, не всегда способных на большие свершения, он явная находка.

Внешность Эдриена Броуди, а именно «пронзительный взгляд больших и вечно грустных глаз», напоминает критикам молодого Аль Пачино. Также его не раз сравнивали с Робертом Де Ниро за нестандартные актёрские навыки и уникальный внешний вид. Что примечательно, сам Броуди резко отрицательно относится к этим сравнениям:

Сравнения с Марлоном Брандо и Аль Пачино — такая же запоминающаяся фактура — меня бесят! Мы вообще не похожи, никак. Когда выпячивается моя внешность — это отклонение от нормы. А когда я на съёмочной площадке — это другой период, гораздо более важный. Один из двух самых важных.

Критик Фрэд Стэсней так описывает актёрское дарование Эдриена Броуди:

Броуди необычайно одарённый актёр, обладающий невероятной возможностью выдавать все внутренние душевные течения и переживания героя на поверхность, ближе к зрителю…

Журнал Rolling Stone отмечает драматическую направленность актёра:

Он творит чудеса, пряча невероятную боль и скорбь за каждым своим словом.

Британская газета The Independent отзывается о Броуди следующим образом:

Эдриан Броуди совершено не похож на настоящую голливудскую звезду. Он невероятно высок, долговяз и слегка неуклюж, чёлка постоянно спадает на лицо и глаза, отвлекая внимание собеседника. Но за этой внешностью 27-летнего паренька, выросшего среди уличных хулиганов Манхэттена, скрывается один из самых зрелых и профессиональных актёров современности.

## Стиль
В своей актёрской работе Эдриен Броуди не придерживается каких-либо жанровых рамок и работает в разных амплуа. В своём архиве он имеет роли и в триллерах («Таинственный лес»), и в комедиях («Кукла»), и в драмах («Пианист»), и в фантастике («Кинг-Конг»), и в боевиках («Хищники»). Алексей Дубинский так характеризует роли Броуди:

Он старается играть кардинально противоположные роли, со свойственной себе естественностью вписываясь в характеры застенчивых добрых чудаков («Кукла») и хладнокровных социопатов («Кислород»), талантливых профессионалов («Спасти Харрисона») и никчёмных пустышек («История с ожерельем»), преступников всех мастей — от мелкой бестолковой «шестёрки» Эрни («Кровь с молоком») до романтичного мошенника Джека («Горечь любви»). Между тем, над ними всеми довлеет вечное непонимание окружающих, их неумение увидеть за странным обликом трепетное, чувствительное нутро. В поисках ответного чувства герои Броуди нередко совершают нелепые, а порой и опасные поступки. Если робкий Стивен из «Куклы» всего-то и просит, чтобы люди оценили его таланты чревовещателя, то жестокий убийца Гарри в «Кислороде», пытаясь достучаться до чужих сердец и требуя его принять, творит только зло. Но даже если однажды кому-то из них повезёт, призрак непохожести всё равно будет довлеть над ними до самого конца.

Сам Эдриен Броуди признаётся, что специально берётся за сложные и противоречивые роли:

Обычно я выбираю роли, которые бросают мне вызов, увлекают меня в глубины человеческой натуры, которые я прежде не исследовал или о которых не подозревал.

После работы с Броуди в фильме «Пиджак» режиссёр Джон Мэйбери так описывал его актёрские особенности:

Типаж Эдриена, конечно, не героический, но он может сделать роль интересной, привнести в неё загадку. А поскольку он не классический герой, ему легко сделать характер персонажа острее, он становится более опасным.

Роль в фильме «Пианист» закрепила за Броуди репутацию серьёзного, гибкого артиста, обладающего даром трагика. По признанию самого актёра, он опасался, что после роли Шпильмана его будут видеть только в однотипном трагическом амплуа. После участия в фильме «Кинг-Конг», где Эдриен Броуди выступил в новой для всех роли героя блокбастера, он говорил:

После «Пианиста» я боялся, что мне будут предлагать только драматические роли. Приятно, когда в тебе видят что-то другое, абсолютно отличающееся от того, что ты играл раньше.

Является приверженцем системы Станиславского, которая очень сильно повлияла на него как на актёра:

Для меня очень почётно побывать в России, на родине Станиславского, который, как Вы знаете, значительно повлиял на актёров по всему миру.
Меня восхищают русские мастера, а реформатор театра Константин Станиславский — это, конечно, один из тех, кто определил на века, что такое правдивая актёрская игра, к которой я всегда стремлюсь.

По словам актёра, для него главное в профессии — быть правдивым, чтобы ему верили зрители, и здесь, по его убеждению, очень важны заветы Станиславского. Во время подготовки к любой роли Броуди стремится добиться полной идентичности своего героя с самим собой как в физическом, так и в эмоциональном плане. К примеру, во время съёмок сцены в выдвижном ящике из фильма «Пиджак» актёр просил оставлять его запертым даже во время перерыва, чтобы прочувствовать состояние человека, находящегося в замкнутом пространстве.

## Избранная фильмография
| Год  | Фильм                                            | Оригинальное название фильма                                                    | Роль                              | Примечания |
| ---- | ------------------------------------------------ | ------------------------------------------------------------------------------- | --------------------------------- | --- |
| 1988 | Наконец-то я дома                                | Home at Last                                                                    | Билли                             | Телевизионный фильм |
| 1988 | Энни Макгуайр                                    | Annie McGuire                                                                   | Ленни Макгуайр                    | Телесериал (1 эпизод) |
| 1989 | «Нью-йоркские истории»                           | New York Stories                                                                | Мел                               | |
| 1991 | Мальчик, который выл                             | The Boy Who Cried Bitch                                                         | Эдди                              | |
| 1993 | «Царь горы»                                      | King of the Hill                                                                | Лестер Сильверстоун               | |
| 1994 | «Ангелы у кромки поля»                           | Angels in the Outfield                                                          | Денни Хеммерлинг                  | |
| 1994 | «Побег из тюрьмы»                                | Jailbreakers                                                                    | Скинни                            | |
| 1995 | «Милый Джерси»                                   | Nothing to Lose                                                                 | Рэй Диглованни                    | |
| 1996 | «Соло»                                           | Solo                                                                            | Доктор Билл Стевард               | |
| 1996 | «Стойкие сердца»                                 | Bullet Hearts                                                                   | Chuckie Bragg                     | |
| 1996 | «Пуля»                                           | Bullet                                                                          | Руби Стайн                        | |
| 1997 | «Самоубийца»                                     | The Last Time I Committed Suicide                                               | Бен                               | |
| 1997 | «Кровь с молоком»                                | Six Ways to Sunday                                                              | Эрни Файнклистейн                 | |
| 1997 | «Свадьба гробовщика»                             | The Undertaker’s Wedding                                                        | Марио Беллини                     | |
| 1998 | «Тонкая красная линия»                           | Thin Red Line                                                                   | Капрал Файф                       | |
| 1998 | «Ресторан»                                       | Restaurant                                                                      | Крис Каллоуэй                     | Номинация — Премия Independent Spirit Award за лучшую мужскую роль |
| 1999 | «Кислород»                                       | Oxygen                                                                          | Гарри                             | |
| 1999 | «Высоты свободы»                                 | Liberty Heights                                                                 | Ван Курцман                       | |
| 1999 | «Кровавое лето Сэма»                             | Summer of Sam                                                                   | Ричи Трингл                       | |
| 1999 |                                                  | Split Screen                                                                    | Гарри                             | Телесериал (1 эпизод) |
| 2000 | «Хлеб и розы»                                    | Bread and Roses                                                                 | Сам Шапиро                        | |
| 2000 | «Спасти Харрисона»                               | Harrison’s Flowers                                                              | Кайл Моррис                       | |
| 2001 | «История с ожерельем»                            | The Affair of the Necklace                                                      | Граф Николос де Ля Мотте          | |
| 2001 | «Горечь любви»                                   | Love the Hard Way                                                               | Джек Грейс                        | |
| 2002 | «Кукла»                                          | Dummy                                                                           | Стивен                            | |
| 2002 | «Пианист»                                        | The Pianist                                                                     | Владислав Шпильман                | Премия «Оскар» за лучшую мужскую роль Boston Society of Film Critics Award — лучший актёр Премия «Сезар» за лучшую мужскую роль National Society of Film Critics Award — лучший актёр Номинация — Премия BAFTA за лучшую мужскую роль Номинация — Chicago Film Critics Association Award — лучший актёр Номинация — Премия European Film Award за лучшую мужскую роль Номинация — Премия «Золотой глобус» за лучшую мужскую роль Номинация — Online Film Critics Society Award — лучший актёр Номинация — Polish Academy Award — лучший актёр Номинация — Screen Actors Guild Award — лучший актёр Номинация — Dallas-Fort Worth Film Critics Association Award за лучшую мужскую роль Номинация — Russian Guild of Film Critics Award — лучший иностранный актёр Номинация — Vancouver Film Critics Circle Award за лучшую мужскую роль |
| 2003 | «Поющий детектив»                                | The Singing Detective                                                           | Фёрст Худ                         | |
| 2003 |                                                  | Saturday Night Live                                                             | В роли себя (ведущий)             | Телешоу (1 эпизод) |
| 2004 | «Таинственный лес»                               | The Village                                                                     | Ной Перси                         | |
| 2005 | «Пиджак»                                         | The Jacket                                                                      | Джек Старкс                       | |
| 2005 | «Кинг-Конг»                                      | King Kong                                                                       | Джек Дрисколл                     | |
| 2006 | «Смерть Супермена»                               | Hollywoodland                                                                   | Льюис Симо                        | Также дополнительный оператор |
| 2007 | Проект Техуакан                                  | The Tehuacan Project                                                            | рассказчик                        | Документальный фильм |
| 2007 | «Поезд на Дарджилинг. Отчаянные путешественники» | The Darjeeling Limited                                                          | Питер Вайтман                     | |
| 2008 | «Манолете»                                       | Manolete                                                                        | Мануэль Родригес Санчес, Манолете | |
| 2008 | «Братья Блум»                                    | The Brothers Bloom                                                              | Блум                              | |
| 2008 | «Кадиллак Рекордс»                               | Cadillac Records                                                                | Леонард Чесс                      | |
| 2008 |                                                  | Self-Portrait with Cows Going Home and Other Works: A Portrait of Sylvia Plachy |                                   | Короткометражный документальный фильм Композитор |
| 2009 | «Химера»                                         | Splice                                                                          | Клайв                             | |
| 2009 | «Джалло»                                         | Giallo                                                                          | Инспектор Энцо Авольфи / «Жёлтый» | Также продюсер |
| 2009 | «Бесподобный мистер Фокс»                        | Fantastic Mr. Fox                                                               | Рикити                            | Озвучание |
| 2010 | «Эксперимент»                                    | The Experiment                                                                  | Трэвис                            | |
| 2010 | «Крутые кексы»                                   | High School                                                                     | Псих Эд                           | |
| 2010 | «Потерпевший»                                    | Wrecked                                                                         | Человек                           | Также исполнительный продюсер |
| 2010 | «Хищники»                                        | Predators                                                                       | Ройс                              | |
| 2011 | «Полночь в Париже»                               | Midnight in Paris                                                               | Сальвадор Дали                    | |
| 2011 | «Учитель на замену»                              | Detachment                                                                      | Генри Барт                        | Также исполнительный продюсер |
| 2012 | «Вспоминая 1942» (Back to 1942)                  | Back to 1942                                                                    | Теодор Уайт                       | |
| 2013 | «Непристойная комедия»                           | InAPPropriate Comedy                                                            | Кокетливый Гарри                  | Также автор дополнительных диалогов |
| 2013 | «Третья персона»                                 | Third Person                                                                    | Скотт                             | |
| 2014 | «Отель «Гранд Будапешт»»                         | The Grand Budapest Hotel                                                        | Дмитрий Дегофф-унд-Таксис         | |
| 2014 | «Гудини»                                         | Houdini                                                                         | Гарри Гудини                      | Телесериал (2 эпизода) Номинация — Премия «Эмми» за лучшую мужскую роль в мини-сериале или фильме Номинация — Премия Гильдии киноактёров США за лучшую мужскую роль в телефильме или мини-сериале |
| 2015 | «Ограбление по-американски»                      | American Heist                                                                  | Фрэнки                            | Также продюсер |
| 2015 | «Меч дракона»                                    | Dragon Blade                                                                    | Тиберий                           | |
| 2015 |                                                  | Stone Barn Castle                                                               |                                   | Документальный фильм Режиссёр, продюсер и композитор |
| 2015 | «Сентябрь в Ширазе»                              | Septembers of Shiraz                                                            | Исаак                             | Также исполнительный продюсер |
| 2015 | «Отступление»                                    | Backtrack                                                                       | Питер Бауэр                       | |
| 2015 | «Прорыв»                                         | Breakthrough                                                                    | Рассказчик                        | Телесериал (1 эпизод) |
| 2016 | «Манхэттенская ночь»                             | Manhattan Night                                                                 | Рен Портер                        | Также продюсер |
| 2016 | «Отвязный Дайс»                                  | Dice                                                                            | В роли себя                       | Телесериал (1 эпизод) |
| 2017 | «Острые козырьки»                                | Peaky Blinders                                                                  | Лука Чангретта                    | Телесериал (6 эпизодов) |
| 2017 | «Цепной пёс»                                     | Bullet Head                                                                     | Стейси                            | |
| 2018 | «Несгибаемый дух»                                | Air Strike                                                                      | Стив                              | |
| 2021 | «Французский вестник»                            | The French Dispatch                                                             | Джулиан Кадацио                   | |
| 2021 | «Чепелуэйт»                                      | Chapelwaite                                                                     | капитан Чарльз Бун                | |
| 2021 | «Наследники»                                     | Succession                                                                      | Джош Аронсон                      | Телесериал (3 сезон) |
| 2021 | «Одинокий волк»                                  | Clean                                                                           |                                   | |
| 2022 | «Блондинка»                                      | Blonde                                                                          | Артур Миллер                      | |
| 2022 | «Смотрите, как они бегут»                        | See How They Run                                                                | Лео Кёперник                      | |
| 2022 | «Время побеждать: Расцвет династии Лейкерс»      | Winning Time: The Rise of the Lakers Dynasty                                    | Пэт Райли                         | Телесериал |
| 2023 | «Без ответа»                                     | Ghosted                                                                         | Левек                             | |
| 2023 | «Манодром»                                       | Manodrome                                                                       |                                   | |
| 2023 | «Покерфейс»                                      | Poker Face                                                                      | Стерлинг Фрост, младший           | Телесериал |
| 2023 | «Город астероидов»                               | Asteroid City                                                                   | Шуберт Грин, режиссёр пьесы       | |
| 2024 | «Бруталист»                                      | The Brutalist                                                                   | Ласло Тот                         | |
| TBA  | «Букмекер и вышибала»                            | The Bookie & the Bruiser                                                        | Ривнер                            | |
| TBA  | «Император»                                      | Emperor                                                                         | Карл V                            | |

## Премии и награды
Список всех премий на сайте IMDb:
| Год  | Результат | Премия                                           | Категория                                         | Фильм                   |
| ---- | --------- | ------------------------------------------------ | ------------------------------------------------- | ----------------------- |
| 2001 | Номинация | Independent Spirit Awards                        | лучшая мужская роль                               | «Ресторан»              |
| 2002 | Победа    | VFAA                                             | лучший актёр                                      | «Горечь любви»          |
| 2002 | Победа    | BSFC                                             | лучший актёр                                      | «Пианист»               |
| 2002 | Номинация | European Film Awards                             | лучший актёр                                      | «Пианист»               |
| 2002 | Номинация | Dallas-Fort Worth Film Critics Association Award | лучший актёр                                      | «Пианист»               |
| 2002 | Номинация | Russian Guild of Film Critics Award              | лучший иностранный актёр                          | «Пианист»               |
| 2002 | Номинация | Vancouver Film Critics Circle Award              | лучший актёр                                      | «Пианист»               |
| 2003 | Победа    | «Оскар»                                          | лучший актёр                                      | «Пианист»               |
| 2003 | Номинация | BAFTA                                            | лучшая актёрская работа первого плана             | «Пианист»               |
| 2003 | Номинация | CFCA                                             | лучший актёр                                      | «Пианист»               |
| 2003 | Победа    | «Сезар»                                          | лучший актёр                                      | «Пианист»               |
| 2003 | Номинация | «Золотой глобус»                                 | лучшая актёрская работа в драматическом фильме    | «Пианист»               |
| 2003 | Победа    | NSFC                                             | лучший актёр                                      | «Пианист»               |
| 2003 | Номинация | OFCS                                             | лучший актёр                                      | «Пианист»               |
| 2003 | Номинация | Polish Film Awards                               | лучший актёр                                      | «Пианист»               |
| 2003 | Номинация | Премия Гильдии киноактёров США                   | лучшая актёрская работа первого плана             | «Пианист»               |
| 2008 | Победа    | Black Reel Awards                                | лучший актёрский ансамбль                         | «Кадиллак Рекордс»      |
| 2011 | Номинация | Alliance of Women Film Journalists               | лучший актёрский ансамбль                         | «Полночь в Париже»      |
| 2011 | Номинация | Phoenix Film Critics Society Award               | лучшая актёрская игра в ансамбле                  | «Полночь в Париже»      |
| 2011 | Номинация | San Diego Film Critics Society Award             | лучшая актёрская игра в ансамбле                  | «Полночь в Париже»      |
| 2012 | Номинация | Премия Гильдии киноактёров США                   | лучший актёрский состав в игровом кино            | «Полночь в Париже»      |
| 2014 | Номинация | Critics' Choice Movie Award                      | лучший актёрский ансамбль                         | «Отель «Гранд Будапешт» |
| 2015 | Номинация | Премия Гильдии киноактёров США                   | лучший актёрский состав в игровом кино            | «Отель «Гранд Будапешт» |
| 2015 | Номинация | Прайм-таймовая премия «Эмми»                     | лучшую мужская роль в мини-сериале или фильме     | »Гудини"                |
| 2015 | Номинация | Премия Гильдии киноактёров США                   | лучшую мужскую роль в телефильме или мини-сериале | »Гудини"                |
| 2016 | Номинация | Прайм-таймовая премия «Эмми»                     | лучший рассказчик                                 | «Прорыв»                |
| 2016 | Номинация | Прайм-таймовая премия «Эмми»                     | лучший приглашённый актёр в драматическом сериале | «Наследники»            |
| 2025 | Победа    | «Оскар»                                          | лучший актёр                                      | «Бруталист»             |